# Molesey
Molesey – wieś w Anglii, w hrabstwie Surrey, w dystrykcie Elmbridge. Leży 21 km na południowy zachód od centrum Londynu. Miejscowość liczy 18 565 mieszkańców. Składa się z dwóch części – East Molesey i West Molesey. W East Molesey stoi pałac Hampton Court.